# Richard FitzGilbert de Clare
Pour les articles homonymes, voir Richard de Clare.

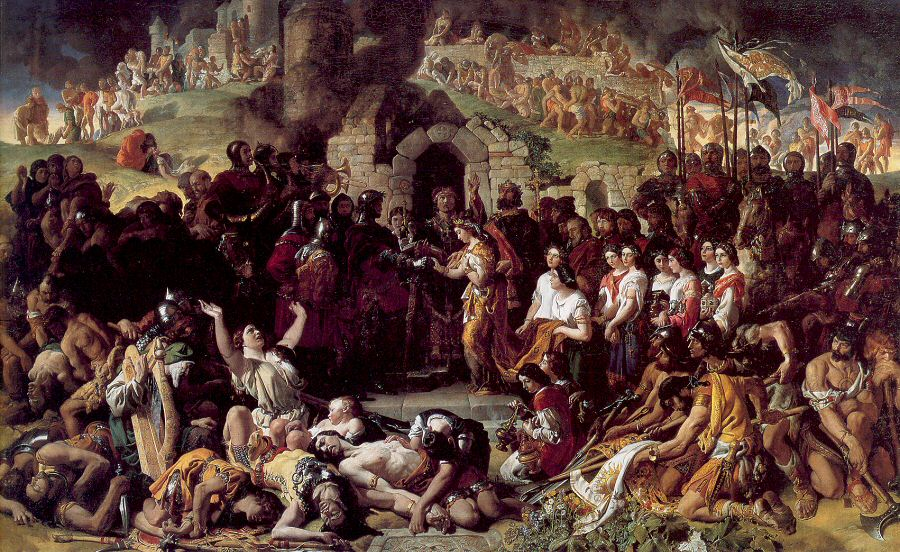
Le mariage d'Aoife et Strongbow (1854) par Daniel Maclise

Richard FitzGilbert de Clare dit Strongbow (Arc-Fort) (v. 1130 – 20 avril 1176, Dublin), 2e comte de Pembroke, lord de Striguil (Galles du sud) et de Leinster (Irlande), seigneur de Bienfaite et d'Orbec (Normandie), fut un noble anglo-normand et cambro-normand, qui débuta la conquête normande de l'Irlande.

## Biographie

### Début de carrière
Il est l'arrière-petit-fils de Richard Fitz Gilbert, lord de Clare, et le fils de Gilbert de Clare († 1148), lui aussi surnommé Strongbow, 1er comte de Pembroke, et d'Isabelle de Beaumont, fille du comte Robert Ier de Meulan, 1er comte de Leicester, et d'Isabelle de Vermandois. Il descendait donc de deux lignées prestigieuses, les Capétiens et les ducs de Normandie.
Il semble qu'il soit déjà majeur à la mort de son père. Il hérite de lui son titre de comte de Pembroke ; ses terres en Galles du Sud ; sa seigneurie galloise de Striguil (dont le siège de commandement est à Chepstow) ; ses seigneuries normandes de Bienfaite et d'Orbec ; ainsi que de ses domaines dans neuf comtés anglais. Ses domaines en Angleterre sont assez importants, puisqu'il doit un service militaire de 65 chevaliers.
Il est loyal au roi Étienne d'Angleterre dans la guerre civile qui marque tout le règne d'Étienne. Il est témoin du traité de Wallingford, qui met fin à la guerre civile, fin décembre 1153. Ce soutien lui coûte probablement son titre de comte de Pembroke à l'accession au trône d'Henri II en 1154. Il n'est pas du tout dans la faveur royale, et n'est témoin d'aucune de ses chartes avant 1167 quand il est désigné par lui pour accompagner sa fille Mathilde en Allemagne.
À cette période, il semble qu'il ait de grosses difficultés financières et que son héritage soit largement hypothéqué à ses créanciers. L'Irlande lui donne l'occasion de les fuir et la possibilité de faire fortune.

### Invasion de l'Irlande
En 1166-67, Dermot MacMurrough, roi de Leinster, est chassé de son royaume par le roi suprême d'Irlande Ruaidri O'Connor. Il vient en Angleterre solliciter l'aide d'Henri II. Depuis le début de son règne, les ecclésiastiques d'Angleterre pressent ce dernier d'envisager l'extension de sa domination sur le Royaume d'Irlande. La sollicitation de Dermot MacMurrough arrive donc à point nommé, et Henri II lui donne l'autorisation de recruter des troupes. Strongbow obtient alors d'Henri II la permission de se rendre en Irlande, mais apparemment avec réticence. D'après le chroniqueur Guillaume de Newburgh, le jour de son embarquement pour l'île, des messagers du roi arrivent pour lui notifier que le roi a changé d'avis, et qu'il annule sa permission, le menaçant de lui confisquer ses domaines. Strongbow décide de passer outre.
MacMurrough a engagé plusieurs lords des marches galloises, dont Robert FitzStephen (en) et son demi-frère Maurice FitzGerald (en) qui ont débarqué en mai 1169 pour effectuer des reconnaissances. Raymond FitzGerald dit le Gros, décrit par Giraud de Barri comme un des lieutenants de Strongbow, a déjà débarqué en mai 1170 avec des troupes. Strongbow arrive à un accord avec le roi irlandais, et celui-ci lui promet la main de sa fille Aoife, et une possible succession sur le trône de Leinster. Il débarque en août 1170 avec 200 chevaliers et environ un millier de soldats. Il est rejoint par les troupes de son lieutenant, et ils prennent ensemble la ville de Waterford. FitzStephen et FitzGerald les rejoignent peu après. 
C'est dans cette dernière ville que Strongbow épouse la fille de MacMurrough. Pour cela, il a dû obtenir l'accord d'Henri II, car il est un vassal direct (tenant in chief). C'est peut-être cette perspective qui a rendu le roi hostile à son encontre vers 1168. D'un autre côté, Strongbow a de quoi être peu satisfait lui aussi, car le roi ne lui a toujours pas donné à épouser de femme correspondant à son statut de vassal direct. 
Les deux armées cambro-normandes se dirigent ensuite vers Dublin où elles arrivent le 21 septembre. La ville tombe peu après, grâce aux efforts combinés de Raymond le Gros et de Miles de Cogan,. Les troupes normandes restent à Dublin jusqu'au 1er octobre, et de là font des raids dans la province de Meath qui appartient au roi de Breifne.

### Conflit avec Henri II
Henri II, se rendant alors compte que ses barons pourraient devenir très puissants et indépendants, est poussé à réagir. Dès l'hiver 1170-1171, il fait fermer les ports vers l'Irlande et ordonne à ceux qui y sont partis sans sa permission de revenir avant le printemps, sous peine de saisie de leurs terres. Strongbow envoie Raymond le Gros à la cour du roi avec pour objectif d'obtenir qu'il puisse tenir ses nouveaux domaines irlandais directement d'Henri II. Mais ce dernier tarde à prendre une décision, et Raymond le Gros retourne en Irlande avant la fin de l'année.
L'efficacité de l'armée anglo-normande s'explique par l'utilisation de techniques alors inconnues en Irlande, telles que la construction de mottes castrales, et les attaques coordonnées de la cavalerie, de l'infanterie et des archers. Au moment de la mort de Dermot MacMurrough en mai 1171, sa mainmise sur le Leinster est restaurée. Strongbow, ayant épousé sa fille en 1170, revendique logiquement le trône. 
La mort de MacMurrough est le signal de départ d'un soulèvement général des Irlandais. Waterford est reprise, Dublin est assiégée de juillet à août 1171. Mais l'armée de Ruaidri O'Connor, roi de Connacht, pourtant bien supérieure en nombre, est mise en déroute par la supériorité au combat des Normands. Ceux-ci, alors qu'ils n'ont plus de vivres pour tenir le siège et que les négociations ont échoué, font une sortie avec trois contingents et balayent les assiégeants. Dans la foulée, ils vont au secours de la garnison de Wexford. 
Sur le chemin, ils défont une armée d'hommes du Leinster et tuent le roi de Uí Dróna. Des messagers les informent que la ville a été brûlée, et ils font alors route vers Waterford où se trouve Hervey de Montmorency, qui revient de la cour d'Henri II. Celui-ci informe Strongbow que le roi refuse de lui rendre ses terres en Angleterre et en Normandie. Henri II ne veut pas faire d'autre concession que de le reconnaître sénéchal de toute l'Irlande. Strongbow est persuadé par ses lieutenants qu'il serait préférable qu'il rencontre directement le roi pour négocier. La rencontre a lieu près de Gloucester, à Newnham on Severn, alors que le roi se prépare à débarquer en Irlande. Après de longues discussions, Strongbow concède au roi toutes les villes côtières, Dublin et ses environs, et toutes les places fortes. En retour, il reçoit la concession de toutes les autres terres conquises comme vassal direct du roi.
Le 18 octobre 1171, Henri II débarque à Waterford avec une grande armée. Strongbow lui donne le contrôle des villes comme conclu, et le roi y met en poste des hommes à lui. Il rend hommage pour ses terres irlandaises, et est confirmé dans son contrôle du Leinster. Il semble qu'à cette période, où peut-être durant les négociations à Newnham, Strongbow obtient le retour de son statut de comte. Juste avant le voyage de retour en Angleterre du roi, il est désigné comme comte Richard (plus tard comte de Striguil) dans une de ses chartes royales, ce qui n'était pas encore arrivé depuis le début du règne d'Henri II. Toutefois, d'après Giraud de Barri, le roi n'a toujours pas confiance en lui, et il cherche à enrôler des hommes à son service en Irlande pour affaiblir le parti de Strongbow.

### Consolidation des conquêtes
En 1172, les envahisseurs combattent dans la région de ce qui sera plus tard le comté d'Offaly. C'est là que Robert de Quincy est tué en 1173. Strongbow est convoqué par le roi pour combattre en Normandie durant la révolte de ses fils en 1173. Il commande la place-forte de Gisors, et est présent au siège de Verneuil. Pendant son absence, il y a plusieurs révoltes irlandaises, et au Pays de Galles, les Gallois font une percée dans sa seigneurie de Striguil et atteignent même le château de Chepstow.
Quand il revient en Irlande à l'automne 1173, le roi lui a confié la garde du royaume d'Irlande, ainsi que Dublin et Waterford. Dans les chartes de cette période, il se présente comme vice-roi d'Irlande. Un peu plus tard, le roi lui confie aussi la ville de Wexford. En 1174, l'armée qu'il conduit dans le Munster est sévèrement battue, et doit se réfugier à Waterford. Avec l'aide de Raymond le Gros, ils réduisent et pacifient la résistance irlandaise, et ce n'est pas avant 1175 qu'ils peuvent partager les terres entre leurs principaux vassaux. Strongbow est à Windsor, le 6 octobre 1175, pour la signature du traité de Windsor entre Henri II et le haut-roi Ruaidri O'Connor. 
Il meurt en 1176 alors que ses troupes menées par Raymond le Gros viennent de défaire les assiégeants de la ville de Limerick. Sa date de décès n'est pas connue avec certitude, car deux chroniqueurs donnent l'un le 1er juin et l'autre le 5 avril. Toutefois, l'obituaire de l'abbaye de Tintern (Monmouthshire) et les commémorations faites à Dublin sont en faveur du 20 avril. Il est inhumé dans la cathédrale de la Sainte-Trinité de Dublin.
Il laisse un héritier, Gilbert, qui meurt mineur entre 1185 et 1189, et une fille, Isabelle, qu'Henri II donne en mariage à Guillaume le Maréchal, avec les honneurs de Striguil et Leinster. En 1199, le Maréchal récupère aussi le titre de comte de Pembroke.
Strongbow a fondé un couvent à Usk (Pays de Galles), et a été le bienfaiteur de plusieurs maisons ecclésiastiques en Normandie, Angleterre, Pays de Galles et Irlande.

### Réputation
Le succès de Strongbow en Irlande poussa Henri II à y intervenir. Le roi craignait que sa conquête du Leinster ne déstabilise ses États si jamais Strongbow venait à se révolter. En effet, le Leinster était inféodé majoritairement à des Cambro-Normands du Pembrokeshire qui auraient pu lui fournir un important soutien en cas de soulèvement.
Il existe principalement deux sources qui racontent les aventures de Strongbow en Irlande. La première est celle de Giraud de Barri, un membre de la famille Fitzgerald, qui le décrit comme ayant profité de ses parents (les Fitzgerald) pour s'enrichir. La seconde est celle de la chronique La Geste des Engleis en Yrlande (aussi nommée La Chanson de Dermot et du comte), qui au contraire fait du comte un portrait bien plus flatteur.
Guillaume de Newburgh relate que son succès en Irlande le rendit très riche, lui qui était très endetté auparavant. Grâce à son nouveau statut, il connut une grande prospérité, retrouva son titre de comte et sa place à la cour royale. Pour C. Tyerman, il ne sert à rien de condamner les actions des Normands en Irlande, car c'est l'instabilité politique de l'île et les luttes intestines entre les différents rois qui les fit venir et réussir. 

## Mariage et descendance
Il épousa Aoife (Eve) de Leinster († après 1189), fille de Dermot MacMurrough, le 26 août 1171 à Waterford. Elle était appelée comtesse d'Irlande en 1185, puis comtesse de Striguil en 1186.
Ils eurent deux enfants :
- Isabelle de Clare (après 1172-1220), dite la pucelle de Striguil, épousa Guillaume le Maréchal en 1189, qui par sa femme obtint le titre de comte de Pembroke ;
- Gilbert de Striguil (1173-1185?), qui mourut avant d'être investi du titre de comte hérité de son père.

Il lui est attribué deux enfants illégitimes :
- Basile, qui épousa (1171) Robert de Quincy, constable de Leinster ;
- Aline, qui épousa (1174) Guillaume FitzMaurice, baron de Naas.

### Sources
- M. T. Flanagan, « Clare, Richard fitz Gilbert de, second earl of Pembroke (c.1130–1176) », Oxford Dictionary of National Biography, Oxford University Press, 2004.
- Christopher Teyerman, « Richard of Clare » dans Who's who in early medieval England, 1066-1272, Éd. Shepheard-Walwyn, 1996, p. 229-230.  (ISBN 0856831328).
- (en) Les comtes de Pembroke sur Medieval Lands.